# Новоназимово
Новонази́мово — посёлок, административный центр Новоназимовского сельсовета Енисейского района Красноярского края.

## Географическое положение
Посёлок расположен на левом берегу Енисея примерно в 145 км на север-северо-запад по прямой от районного центра города Енисейск.

## Климат
Климат резко континентальный с низкими зимними температурами, застоем холодного воздуха в долинах рек и котловинах. В зимнее время над поверхностью формируется устойчивый Сибирский антициклон, обусловливающий ясную и морозную погоду со слабыми ветрами. Континентальность климата обеспечивает быструю смену зимних холодов на весеннее тепло. Однако низменный рельеф способствует проникновению арктического антициклона. Его действие усиливается после разрушения сибирского антициклона с наступлением тёплого периода. Поэтому до июня бывают заморозки. Средние многолетние значения минимальных температур воздуха в самые холодные месяцы — январь и февраль — составляет −25…-27 °С, а абсолютный минимум достигает −53…-59 °С. Средние из максимальных значений температуры для наиболее тёплого месяца (июля) на всём протяжении долины колеблются в пределах 24 — 25 °С, а абсолютные максимумы температур в летние месяцы достигают значений в 36 — 39 °С. Зима продолжительная. Период со средней суточной температурой ниже −5° на всей протяжённости составляет около 5 месяцев (с ноября по март). Ниже 0° — около полугода. Продолжительность безморозного периода в рассматриваемом районе составляет 103 дня, при этом первые заморозки наблюдаются уже в начале сентября. Последние заморозки на поверхности почвы могут наблюдаться в мае.

## История
Образован в 1946 году как Назимовский леспромхоз, в дальнейшем рабочий посёлок, в 1963 получил статус села с названием Новоназимово. Ныне посёлок сельского типа.

## Население
Постоянное население составляло 1207 человек в 2002 году (42 % немцы, 58% русские). 882 человека в 2010.